# Savognin
Savognin (tot 1890 officieel in verouderd Duits Schweiningen; Reto-Romaans: Suagnign; Italiaans (verouderd): Savognino) is een voormalige gemeente en is een plaats in het Zwitserse kanton Graubünden, en maakt deel uit van het district Albula.
Savognin telt 982 inwoners. In 2016 is de gemeente samen met de andere gemeenten Bivio, Cunter, Marmorera, Mulegns, Salouf, Tinizong-Rona, Riom-Parsonz en Sur gefuseerd tot de nieuwe gemeente Surses.
- Gemeinsame Normdatei: 4287857-3
- Historisch woordenboek van Zwitserland: 001429
- Virtual International Authority File: 246655785
- WorldCat: E39PBJtMrpxyXxq6Cwy37TVV4q